# Вихирево
Вихирево — деревня в Селивановском районе Владимирской области России, входит в состав Чертковского сельского поселения.

## География
Деревня расположена на берегу реки Тетрух в 12 км на запад от центра поселения — деревни Чертково и в 12 км на северо-восток от райцентра — Красной Горбатки.

## История
В конце XIX — начале XX века деревня входила в состав Больше-Григоровской волости Судогодского уезда, с 1926 года — в составе Дубровской волости Муромского уезда. В 1859 году в деревне числилось 15 дворов, в 1905 году — 32 двора, в 1926 году — 58 дворов.
С 1929 года деревня входила в состав Головинского сельсовета Селивановского района, с 1940 года в составе Черновского сельсовета, с 1954 года — в составе Надеждинского сельсовета, с 2005 года — в составе Чертковского сельского поселения.

## Население
| 1859 | 1905 | 1926 | 2002 | 2010 | 2021 |
| ---- | ---- | ---- | ---- | ---- | ---- |
| 118  | ↗196 | ↗265 | ↘12  | ↘6   | ↗10  |